# Qatar Total Fina Elf Open 2003
Qatar Ladies Open 2003 - жіночий професійний тенісний турнір, що проходив на кортах з твердим покриттям в International Tennis and Squash complex в Досі (Катар). Належав до турнірів 3-ї категорії в рамках Туру WTA 2003. Відбувсь утретє і тривав з 10 до 16 лютого 2003 року.

## Очки і призові

### Нарахування очок
| Дисципліна       | П   | Ф  | ПФ | ЧФ | 1/8 | 1/16 | Q | Q3   | Q2   | Q1  |
| Одиночний розряд | 120 | 85 | 55 | 30 | 16  | 1    | ? | 3.75 | 2.25 | 1   |
| Парний розряд    | 120 | 85 | 55 | 30 | 1   | Н/Д  | ? | Н/Д  | Н/Д  | Н/Д |

### Призові гроші
| Дисципліна       | П       | Ф       | ПФ     | ЧФ     | 1/8    | 1/16   | Q3   | Q2   | Q1   |
| Одиночний розряд | $27,000 | $14,500 | $7,500 | $4,000 | $2,200 | $1,300 | $650 | $350 | $200 |
| Парний розряд *  | $8,000  | $4,250  | $2,250 | $1,225 | $650   | Н/Д    | Н/Д  | Н/Д  | Н/Д  |

* на пару

## Учасниці основної сітки в одиночному розряді

### Сіяні учасниці
| Країна    | Гравчиня           | Рейтинг1 | Сіяна |
| --------- | ------------------ | -------- | ----- |
| США       | Моніка Селеш       | 9        | 1     |
| Росія     | Анастасія Мискіна  | 11       | 2     |
| Болгарія  | Магдалена Малеєва  | 14       | 3     |
| Таїланд   | Тамарін Танасугарн | 32       | 4     |
| Росія     | Олена Лиховцева    | 36       | 5     |
| Італія    | Франческа Ск'явоне | 37       | 6     |
| Іспанія   | Кончіта Мартінес   | 39       | 7     |
| Австралія | Ніколь Пратт       | 44       | 8     |

- 1 Рейтинг подано станом на 3 лютого 2003.

### Інші учасниці
Нижче наведено учасниць, які отримали вайлдкард на участь в основній сітці:
- Ліна Красноруцька
- Марія Венто-Кабчі

Нижче наведено гравчинь, які пробились в основну сітку через стадію кваліфікації:
- Лусі Ал
- Аранча Парра Сантонха
- Сунь Тяньтянь
- Чжен Цзє

### Знялись
- Кончіта Мартінес (left achilles)

## Учасниці основної сітки в парному розряді

### Сіяні пари
| Країна            | Гравчиня           | Країна    | Гравчиня            | Рейтинг1 | Сіяна |
| ----------------- | ------------------ | --------- | ------------------- | -------- | ----- |
| Зімбабве          | Кара Блек          | Росія     | Олена Лиховцева     | 17       | 1     |
| Угорщина          | Петра Мандула      | Австрія   | Патріція Вартуш     | 48       | 2     |
| Китайський Тайбей | Джанет Лі          | Індонезія | Вінне Пракуся       | 50       | 3     |
| Росія             | Світлана Кузнецова | США       | Мартіна Навратілова | 67       | 4     |

- 1 Рейтинг подано станом на 3 лютого 2003.

### Інші учасниці
Нижче наведено пари, які отримали вайлдкард на участь в основній сітці:
- Гала Леон Гарсія /  Селіма Сфар
- Анастасія Мискіна /  Дінара Сафіна

Пари, що пробились в основну сітку через стадію кваліфікації:
- Янь Цзи /  Чжен Цзє

## Переможниці та фіналістки

### Одиночний розряд
- Анастасія Мискіна —  Олена Лиховцева, 6–3, 6–1[1]

Для Мискіної це був 1-й титул за сезон і 3-й - за кар'єру.

### Парний розряд
- Джанет Лі /  Вінне Пракуся —  Марія Венто-Кабчі /  Анжелік Віджайя, 6–1, 6–3

Для Лі це був 3-й титул в парному розряді за кар'єру, для Пракусі - 2-й.